# Bitwa pod Górą Tabor
Bitwa pod górą Tabor – bitwa, która miała miejsce 16 kwietnia 1799 w okresie wyprawy wojsk francuskich pod dowództwem Napoleona Bonaparte do Egiptu, stoczona, gdy Napoleon po zajęciu Egiptu zaatakował Syrię. Wojska francuskie rozbiły siły tureckie pod wodzą Dżazzara Paszy.
Podczas oblężenia Akki Napoleon wysłał część swoich wojsk pod dowództwem gen. Junota w kierunku miejscowości Nazaret. W dniu 9 kwietnia w kierunku Junota wyruszyła dywizja gen. Klébera licząca 1500 ludzi. 11 kwietnia Kléber napotkał pod Kaną około 5 tysięcy przeciwników, których zmusił do ucieczki.
Gdy 15 kwietnia Kléber dotarł do Nazaretu, dowiedział się, że silne oddziały muzułmanów, które wyszły z Damaszku, znajdują się niedaleko góry Tabor. Kléberowi nie udało się zaskoczyć przeciwnika, którego siły składały się z 10 tys. piechoty, 25 tys. jazdy i nieznanej liczby mameluków pod wodzą Dżazzara Paszy.
Bitwa rozpoczęła się 16 kwietnia 1799 po godzinie 6 rano. Francuzi Klébera, ustawieni w dwa czworoboki, stawiali kilkugodzinny opór mimo przeważającej liczby wroga. Około południa przybyły oddziały dowodzone przez samego Bonapartego, który został zawiadomiony wcześniej przez Klébera. Napoleon wraz ze swoim wojskiem okrążył górę Hamoreh i niedostrzeżony przez przeciwnika wyszedł na jego tyły. Po artyleryjskiej salwie i podpaleniu obozu muzułmanów przez żołnierzy Napoleona, do ataku przystąpił również Kléber. Wojska Dżazzara Paszy wpadły w panikę i następnie w bezładzie uciekły z pola bitwy.
Według Napoleona, oddziały Klébera straciły 250-300 ludzi, a on sam tylko 3-4 żołnierzy. 